# 1119-1110 v.Chr.
De jaren 1119-1110 v.Chr. (van de christelijke jaartelling) zijn een decennium in de 12e eeuw v.Chr..

## Gebeurtenissen

### Egypte
- 1118 v.Chr. - Libische nomaden komen in opstand in de omgeving van Thebe.
- 1117 v.Chr. - Er wordt een commissie ingesteld om het geschonden graf van Ramses VI te herverzegelen.
- 1116 v.Chr. - Hogepriester Amenhotep wordt door farao Ramses IX het eregoud verleend.
- 1115 v.Chr. - In Egypte vinden een aantal rechtszaken plaats in verband met grafroverij.
- 1112 v.Chr. - Koning Ramses X (1112 - 1100 v.Chr.) de negende farao van de 20e dynastie van Egypte.

### Assyrië
- 1115 v.Chr. - Koning Tiglat-Pileser I (1115 - 1077 v.Chr.) breidt het Assyrische Rijk uit tot aan de Perzische Golf.
- 1112 v.Chr. - Tiglat-Pileser I voert oorlogen tot aan de Zwarte Zee en weet de onrust in zijn land te onderdrukken.

### Babylonië
- 1114 v.Chr. - Koning Enlil-nadin-apli (1114 - 1105 v.Chr.) regeert over Babylon.

<< · 1199-1190 · 1189-1180 · 1179-1170 · 1169-1160 · 1159-1150 · 1149-1140 · 1139-1130 · 1129-1120 · 1119-1110 · 1109-1100 · >>